# Никитовка (Орловская область)
Никитовка — деревня в Свердловском районе Орловской области. Входит в состав Красноармейского сельского поселения. Население — 5 чел. (2010).

## География
деревня находится по обоим берегам р. Масловка. В 3-6 км от деревни проходят административные границы Свердловского района с соседними: Малоархангельским и Глазуновским районами.
Уличная сеть представлена одним объектом: ул. А.Самошиной.
Географическое положение
Расстояние до
районного центра посёлка городского типа Змиёвка: 16 км.
областного центра города Орёл: 55 км.
Ближайшие населённые пункты
Сандровка 2 км, Голятиха 2 км, Поздеево 3 км, Панская 3 км, Экономичено 3 км, Хорошевский 3 км, Егорьевка 3 км, Куракинский 3 км, Березовка 4 км, Ясная Поляна 4 км, Богородицкое 5 км, Лисий 5 км, Культурная Посадка 6 км, Миловка 7 км, Шамшино 7 км, Красная Слободка 7 км, Ягодное 7 км, Борисоглебское 8 км, Никольское 8 км, Борисовка 8 км

## Население
| 2010 |
| ---- |
| 5    |